# 隆斯勒索涅
隆斯勒索涅（法語：Lons-le-Saunier，法語發音：[lɔ̃s lə sonje] ⓘ；一译隆勒索涅），法国东部城市，勃艮第-弗朗什-孔泰大区汝拉省的一个市镇，同时也是该省的省会，下辖隆斯勒索涅区，其市镇面积为7.7平方公里，2022年1月1日时人口数量为16,942人，在法国城市中排名第544位。
隆斯勒索涅位于汝拉省西部，是汝拉省的政治文化中心。法国国歌《马赛曲》的作者鲁日·德·李尔出生于此。

## 地名来源
“隆斯”一名最初于1233年以的形式被记载，该名称可能来源于高卢语，意为“城邦”；“勒索涅”一名则出现于中世纪中后期，意为“盐场”，与当地的盐业开采活动有关。
法国大革命期间，隆斯勒索涅曾被革命派更名为“法兰西亚德”（Franciade）。

## 历史

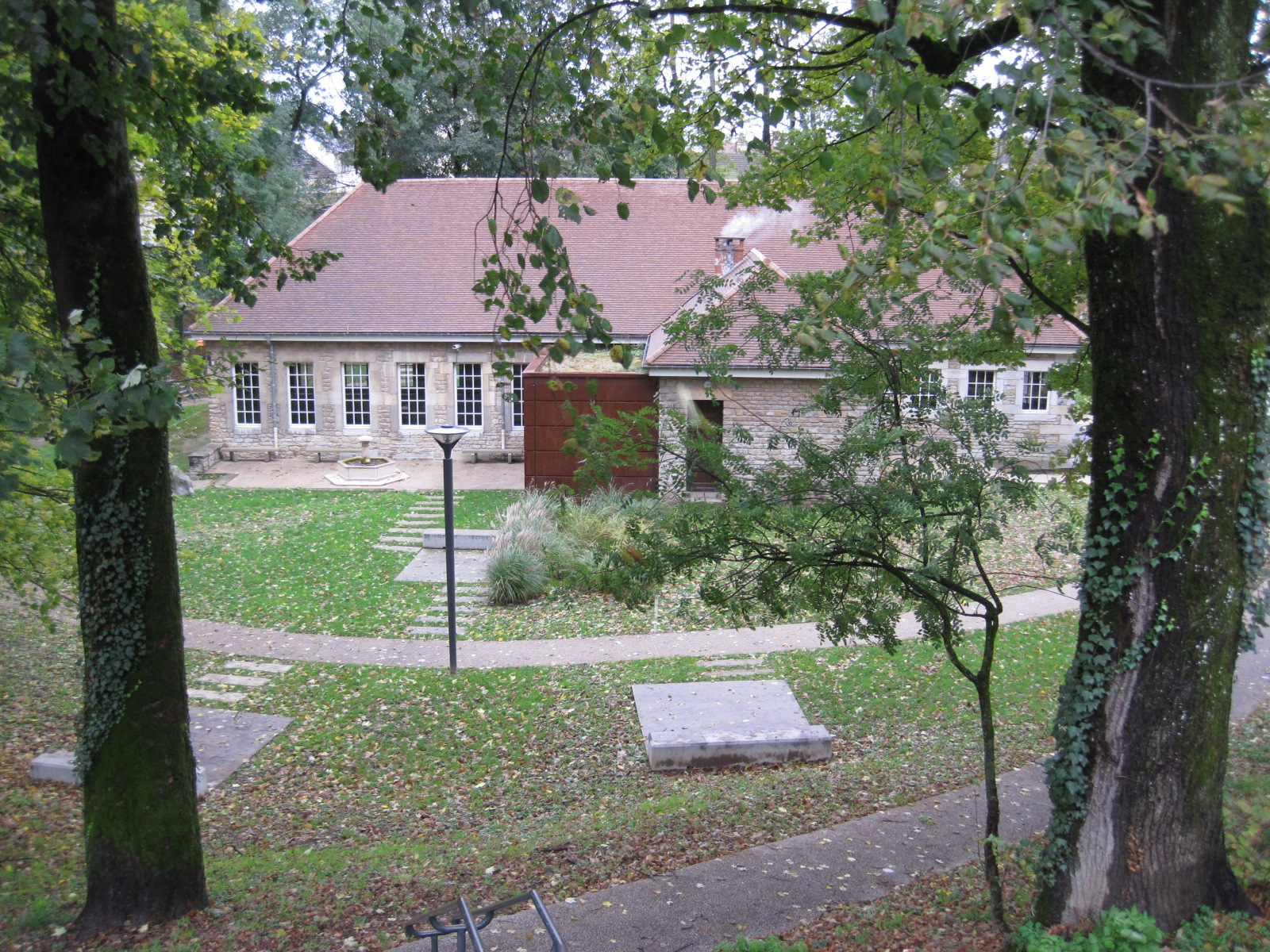
盐井旧址

隆斯勒索涅因当地的盐井而闻名，其所处区域在古典时期曾为塞夸尼人的活动范围，后被罗马人占领。中世纪初期为勃艮第王国的一部分，后成为勃艮第伯国领土，被哈布斯堡王朝控制。中世纪中后期，隆斯勒索涅附近区域分属三个不同的领主（皮蒙、蒙莫罗、蒙泰居），通过联姻或转让的方式而逐渐联合，最终于1386年成为沙隆-阿尔莱家族。15世纪后，隆斯勒索涅逐渐发展成为汝拉地区的政治中心。法国地方志学家吉尔贝尔·库桑曾于1562年在其《弗朗什-孔泰概述》中将隆斯勒索涅描述为“宏大的城市”。1637年，隆斯勒索涅发生围城战，成为三十年战争的一部分，此后根据1678年的《尼美根条约》，弗朗什-孔泰成为法兰西王国的领土。1735年，隆斯勒索涅出现了一处神学院。法国大革命后，隆斯勒索涅成为汝拉省的一个市镇和该省的省会。工业革命期间，隆斯勒索涅成为一个区域性的铁路枢纽。二战时期曾遭到纳粹德军的攻占，后于1944年被联军解放。

## 地理

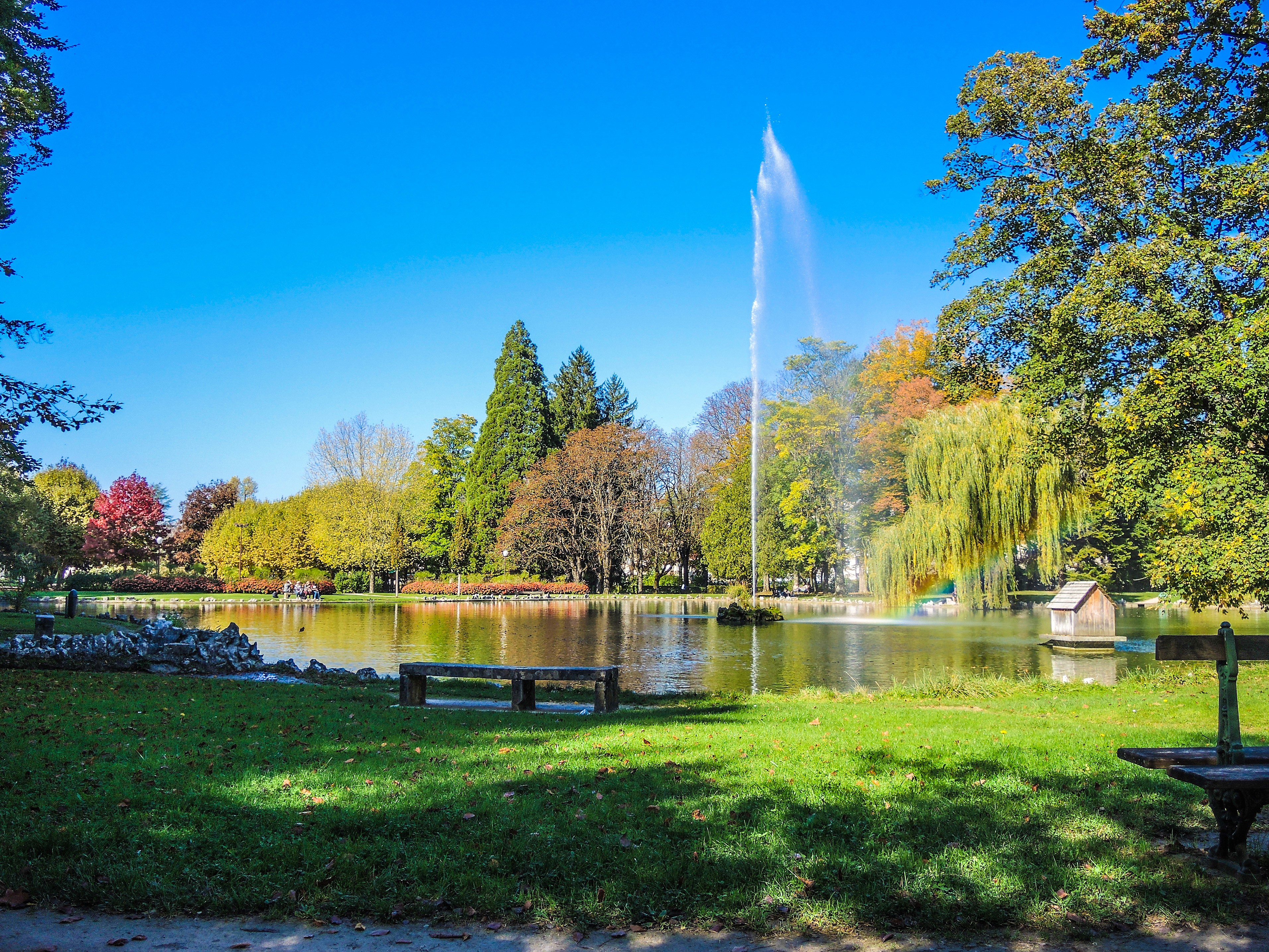
莱班公园

隆斯勒索涅位于法国东部，勃艮第-弗朗什-孔泰大区东南部和汝拉省西部，距离大区首府第戎大约95公里。与隆斯勒索涅接壤的市镇包括：下皮蒙新城、马科尔奈、希耶、库尔布宗、蒙泰居、蒙莫罗、帕讷西耶尔、佩里尼。

### 地形
隆斯勒索涅位于汝拉山脉西侧的延伸地带，境内以丘陵为主，市中心地势较为平坦，全境海拔在243到415米之间。

### 水文
瓦利耶尔河自东向西流经隆斯勒索涅市中心，水量较小，其中部分河段被人工建筑物覆盖，该河属于罗讷河水系。

### 植被
隆斯勒索涅属于温带落叶林区，市区东部的莱班公园（Parc des Bains）是当地主要的城市绿地，常年免费向公众开放。

### 气候
隆斯勒索涅在柯本气候分类法中属于温带海洋性气候，但因距离海岸线相对较远，加之海拔略高，故当地的气候又有一定的山地和大陆性特征。
隆斯勒索涅境内设有气象站，以下为该气象站的数据：
| 隆斯勒索涅1981年－2019年 | 隆斯勒索涅1981年－2019年 | 隆斯勒索涅1981年－2019年 | 隆斯勒索涅1981年－2019年 | 隆斯勒索涅1981年－2019年 | 隆斯勒索涅1981年－2019年 | 隆斯勒索涅1981年－2019年 | 隆斯勒索涅1981年－2019年 | 隆斯勒索涅1981年－2019年 | 隆斯勒索涅1981年－2019年 | 隆斯勒索涅1981年－2019年 | 隆斯勒索涅1981年－2019年 | 隆斯勒索涅1981年－2019年 | 隆斯勒索涅1981年－2019年 |
| 月份                     | 1月                      | 2月                      | 3月                      | 4月                      | 5月                      | 6月                      | 7月                      | 8月                      | 9月                      | 10月                     | 11月                     | 12月                     | 全年                     |
| ------------------------ | ------------------------ | ------------------------ | ------------------------ | ------------------------ | ------------------------ | ------------------------ | ------------------------ | ------------------------ | ------------------------ | ------------------------ | ------------------------ | ------------------------ | ------------------------ |
| 历史最高温 °C（°F）      | 16.5 (61.7)              | 19.7 (67.5)              | 23.1 (73.6)              | 28.3 (82.9)              | 32.4 (90.3)              | 36.6 (97.9)              | 39.4 (102.9)             | 39.8 (103.6)             | 32.2 (90.0)              | 29 (84)                  | 22.4 (72.3)              | 19.9 (67.8)              | 39.8 (103.6)             |
| 平均高温 °C（°F）        | 5.4 (41.7)               | 7.1 (44.8)               | 11.7 (53.1)              | 15.2 (59.4)              | 19.5 (67.1)              | 23 (73)                  | 25.6 (78.1)              | 25.2 (77.4)              | 20.9 (69.6)              | 16 (61)                  | 9.6 (49.3)               | 6.1 (43.0)               | 15.4 (59.7)              |
| 日均气温 °C（°F）        | 2.5 (36.5)               | 3.7 (38.7)               | 7.5 (45.5)               | 10.5 (50.9)              | 14.7 (58.5)              | 17.9 (64.2)              | 20.3 (68.5)              | 19.9 (67.8)              | 16.2 (61.2)              | 12.2 (54.0)              | 6.5 (43.7)               | 3.4 (38.1)               | 11.3 (52.3)              |
| 平均低温 °C（°F）        | −0.3 (31.5)              | 0.3 (32.5)               | 3.3 (37.9)               | 5.7 (42.3)               | 9.8 (49.6)               | 12.8 (55.0)              | 14.9 (58.8)              | 14.6 (58.3)              | 11.5 (52.7)              | 8.4 (47.1)               | 3.3 (37.9)               | 0.8 (33.4)               | 7.1 (44.8)               |
| 历史最低温 °C（°F）      | −19.6 (−3.3)             | −15.8 (3.6)              | −12.2 (10.0)             | −3.8 (25.2)              | −0.2 (31.6)              | 1.7 (35.1)               | 6.6 (43.9)               | 4.8 (40.6)               | 0.4 (32.7)               | −4.2 (24.4)              | −9.2 (15.4)              | −15 (5)                  | −19.6 (−3.3)             |
| 平均降水量 mm（）        | 84.9 (3.34)              | 79 (3.1)                 | 82.6 (3.25)              | 99.9 (3.93)              | 122.7 (4.83)             | 97.7 (3.85)              | 95.9 (3.78)              | 91.4 (3.60)              | 105.8 (4.17)             | 115.4 (4.54)             | 114.1 (4.49)             | 100.1 (3.94)             | 1,189.5 (46.83)          |
| 月均日照時數             | 72.5                     | 96.4                     | 155.1                    | 183.9                    | 217.8                    | 242.1                    | 259.7                    | 243.4                    | 184.4                    | 122.3                    | 77.1                     | 55.7                     | 1,910.4                  |
| 来源：infoclimat.fr      |                          |                          |                          |                          |                          |                          |                          |                          |                          |                          |                          |                          |                          |

## 行政区划
隆斯勒索涅是法国勃艮第-弗朗什-孔泰大区汝拉省的一个市镇，编号为39300，它也是汝拉省的省会。隆斯勒索涅下辖隆斯勒索涅区，管理隆斯勒索涅第一县和第二县，同时也是隆斯勒索涅城市圈公共社区的办公驻地。
隆斯勒索涅市镇被划为7个街区，每个街区有一个代表。
法国国家统计与经济研究所（简称）在进行数据统计时，将隆斯勒索涅及相邻的另外10个市镇设为隆斯勒索涅城市核心区，并将包括核心区在内的周边共101个市镇划为隆斯勒索涅城市区。同时，还将隆斯勒索涅市镇分为了5个“块区”（IRIS），以便于统计人口分布情况。

## 交通

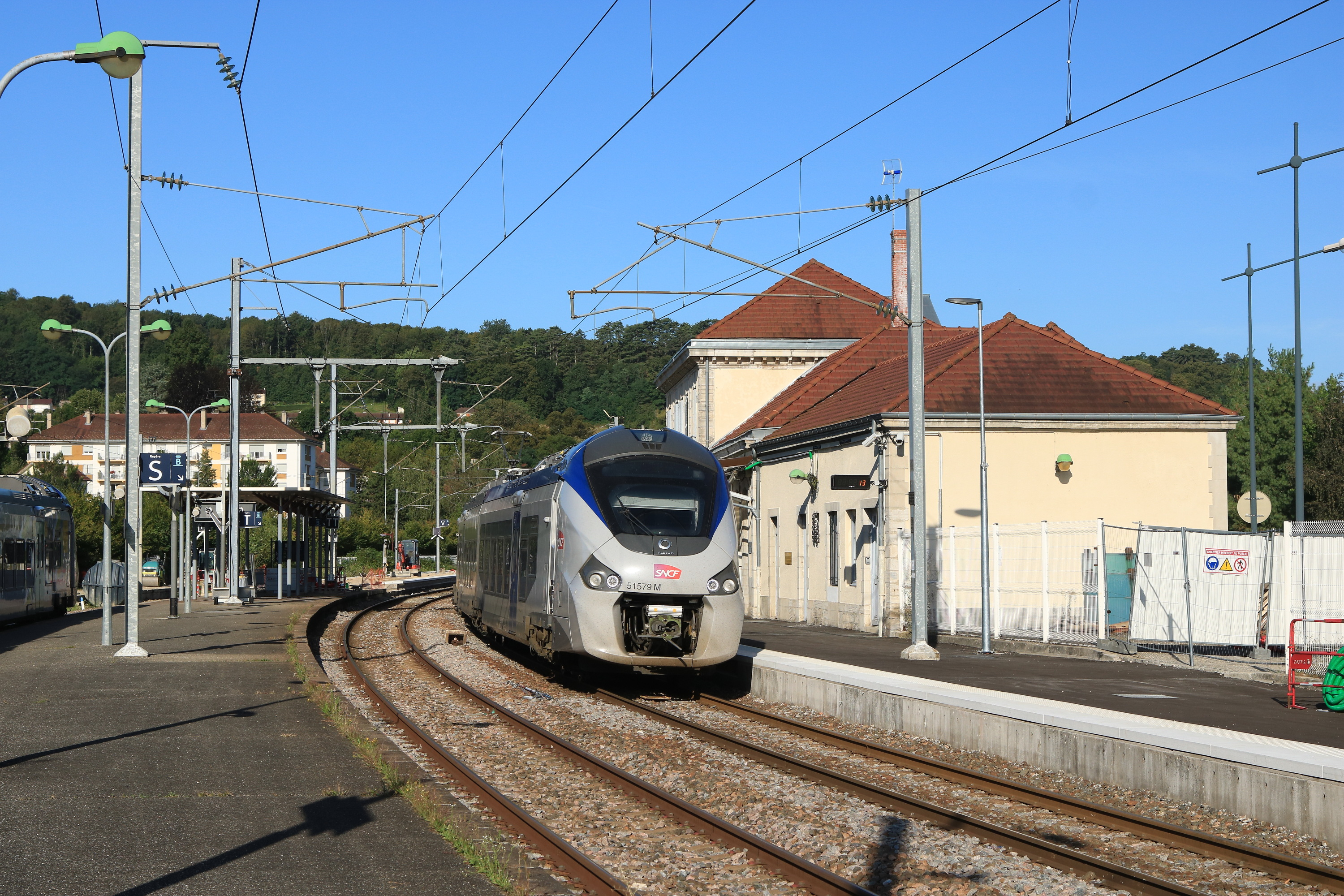
隆斯勒索涅火车站内的一辆区域列车

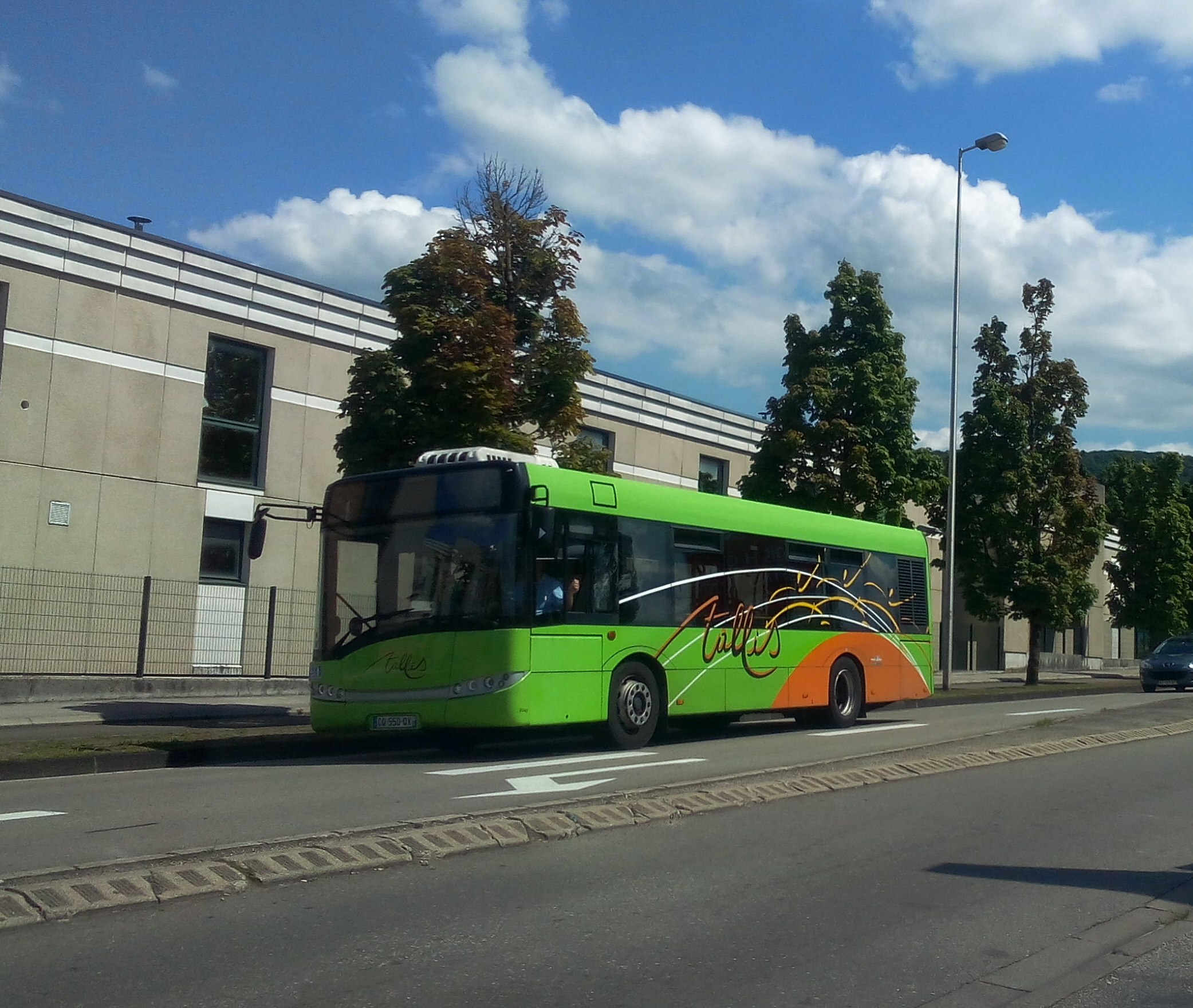
隆斯勒索涅的一辆公共汽车

### 公路
法国A39高速公路的8号出入口距离隆斯勒索涅市区西侧大约8公里，此外多条汝拉省省道在隆斯勒索涅境内交汇。勃艮第-弗朗什-孔泰大区下属的城际客运提供巴士线路，可前往多勒、圣克洛德、卢昂以及隆斯勒索涅周边的部分市镇。
2017年，64.1%的隆斯勒索涅家庭拥有至少一辆的私人汽车。2018年，隆斯勒索涅境内共发生各类交通事故4起，造成4人受伤。

### 铁路
隆斯勒索涅位于穆沙尔－布雷斯地区布尔格铁路上，该铁路已于1995年全线完成复线和电气化改造；此外隆斯勒索涅历史上还有另外3条铁路，但均已关闭。隆斯勒索涅站位于市区中南部，停靠往返于贝桑松和布雷斯地区布尔格一线的区域列车，部分车次向北延伸至贝尔福或向南延伸至里昂。

### 航空
隆斯勒索涅市区以西8公里处建有隆斯勒索涅-库尔卢飞行场，供商务及救援使用。
距离隆斯勒索涅最近的民用航空站为日内瓦机场，距离隆斯勒索涅市中心的公路里程约114公里（山路）。

### 城市公共交通
隆斯勒索涅城市公共交通（商业名称为）是当地的城市公共交通系统，由凯奥雷斯负责运营。截至2020年12月，该系统共包括4条公交线路，路网覆盖了隆斯勒索涅市区内的主要街道和居民区。

## 政治

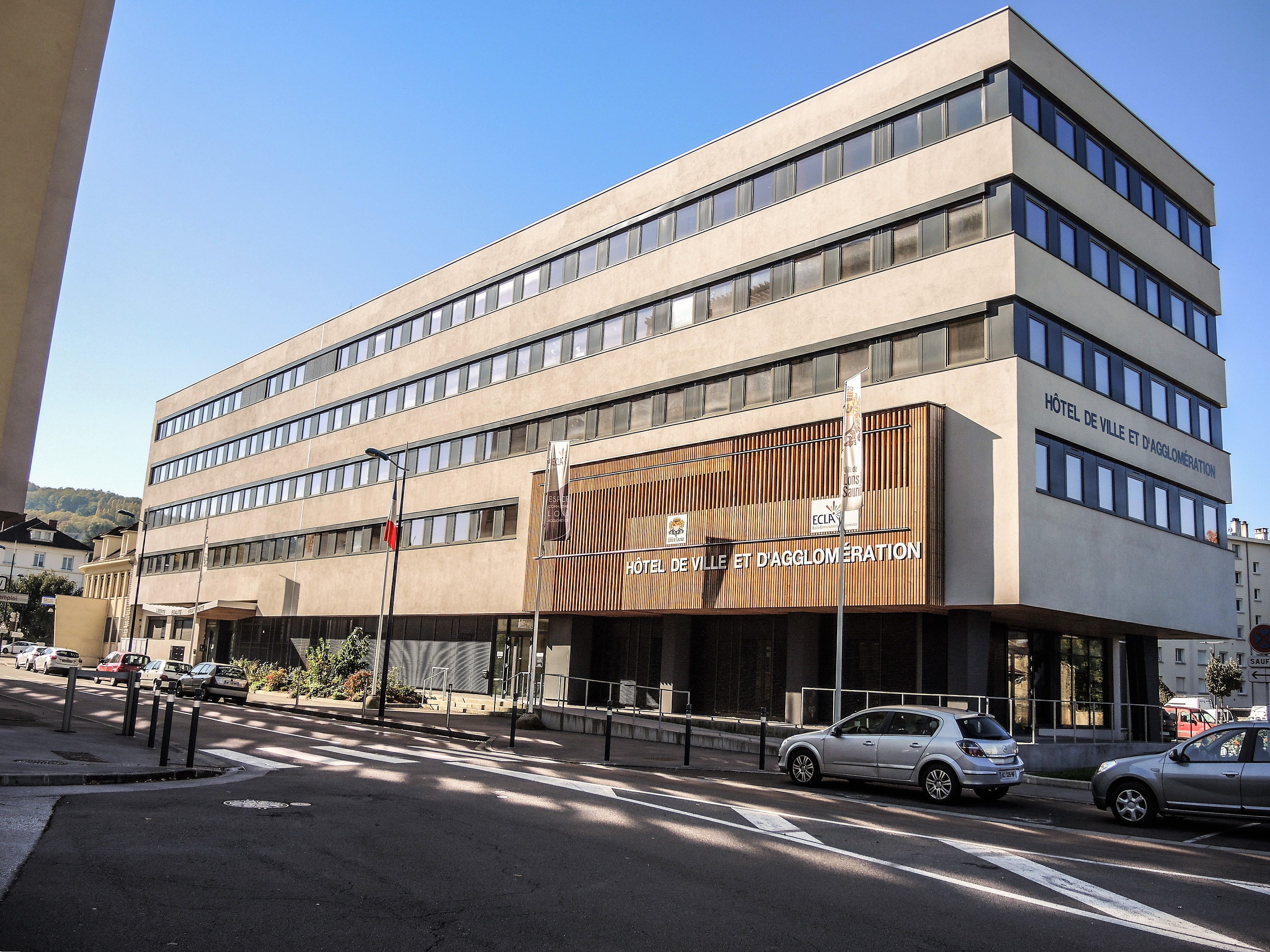
隆斯勒索涅市政厅

隆斯勒索涅的现任市长为让-伊夫·拉维耶先生（Jean-Yves Ravier），他是社会党的一名成员，在2020年的市政选举中获得了52.35%的支持率。
在2017年的法国总统大选中，法国第25任总统埃马纽埃尔·马克龙在隆斯勒索涅获得了72.61%的支持率。
| 隆斯勒索涅历届市长 |                |                                            |
| 任期               | 市长           | 党派                                       |
| 1944年－1965年     | 保罗·塞甘      | RAD激进党                                  |
| 1965年－1977年     | 勒内·费伊特    | RI独立激进党 →UDF法国民主联盟              |
| 1977年－1989年     | 亨利·奥热      | PCF法国共产党                              |
| 1989年－2020年     | 雅克·佩利萨尔  | RPR保衛共和聯盟 →UMP人民运动联盟 →LR共和黨 |
| 2020年－           | 让-伊夫·拉维耶 | PS社会党                                   |

## 人口
2017年，隆斯勒索涅市镇人口数量为17,291，在法国排名第544位。其中男性7,685人，女性9,606人，75岁及以上人口占12.9%，外籍人口数量为4,653人，人口密度为2,251人/平方公里，当地居民被称为（男性）或（女性）。2018年，隆斯勒索涅境内出生146人，死亡人口239人。
| 年份   | 1936   | 1946   | 1954   | 1962   | 1968   | 1975   | 1982   | 1990   | 1999   | 2006   | 2011   | 2016   | 2017   |
| ------ | ------ | ------ | ------ | ------ | ------ | ------ | ------ | ------ | ------ | ------ | ------ | ------ | ------ |
| 人口數 | 14,661 | 15,568 | 15,030 | 15,924 | 18,769 | 20,942 | 20,105 | 19,144 | 18,483 | 17,879 | 17,496 | 17,364 | 17,291 |

尽管隆斯勒索涅是汝拉省的省会，但它并不是该省人口最多的城市，其人口数量少于汝拉省北部城市多勒。

## 经济
隆斯勒索涅是一个区域性的中心城市，汝拉省工商会驻地。当地共有各类用人单位3,135家，平均历史为19年，其中98.26%为中小型企业（PME）。隆斯勒索涅奶酪厂（Societe Fromagère de Lons-le-Saunier，奶制品）、索雷卡汽车（Soréca Automobiles，汽车销售）及邦格莱（Entreprise Bonglet，装饰材料）是当地2019年营业额最高的三个企业，分别为130,917,475欧元、91,119,129欧元和78,810,226欧元。

## 财政收入
2018年，隆斯勒索涅的财政收入总额为25,750,200欧元，财政支出总额为22,907,600欧元，当年的债务总额为15,686,800欧元。
2015年，隆斯勒索涅的人均月收入总额为2,387欧元，其中高职人员为3,927欧元，普通职员为1,779欧元。
2017年，隆斯勒索涅境内的青壮年（15至64岁）失业率为14.9%，当地48.9%的家庭拥有纳税资格。

## 社会事务

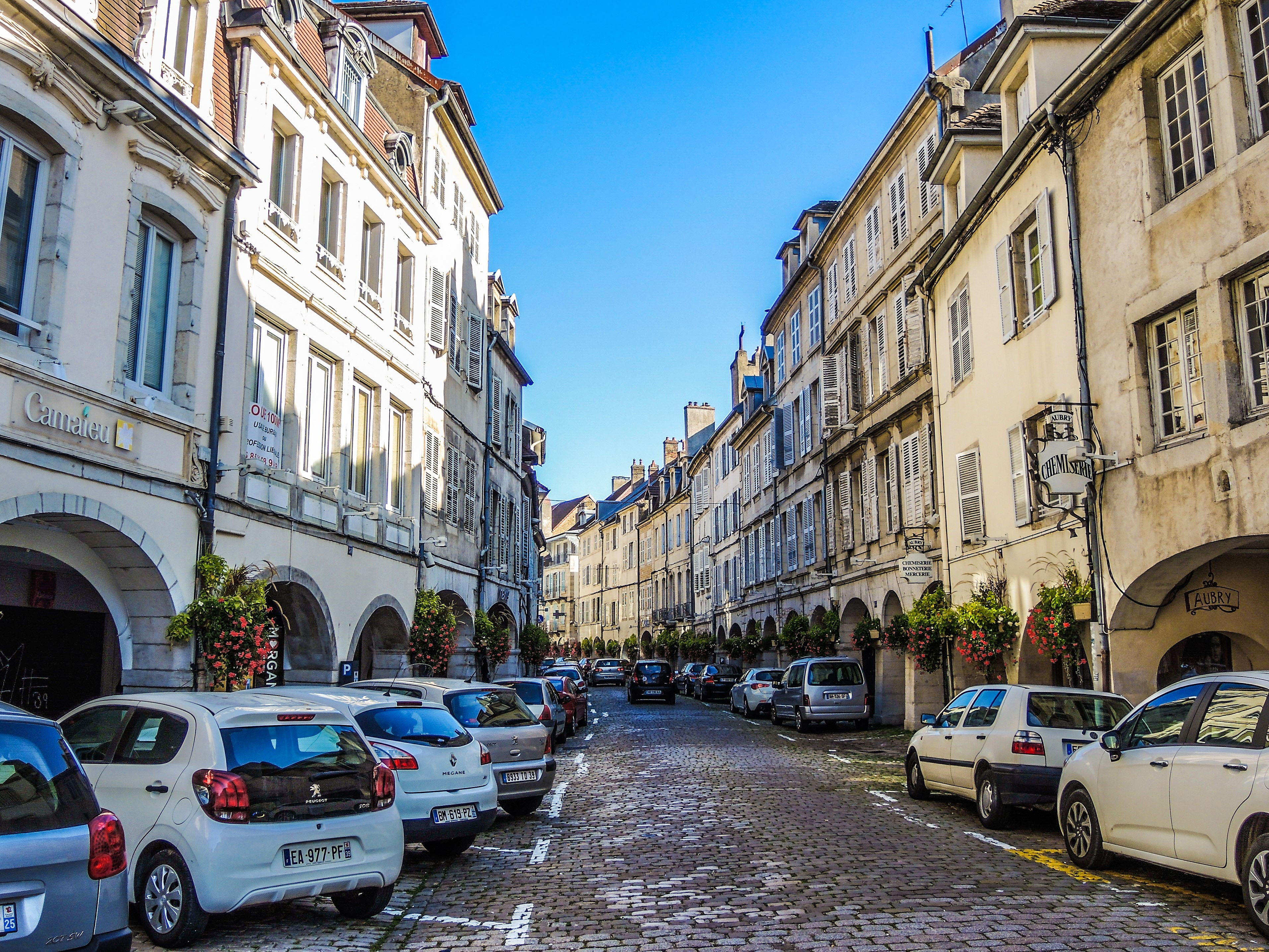
隆斯勒索涅市中心的商业街

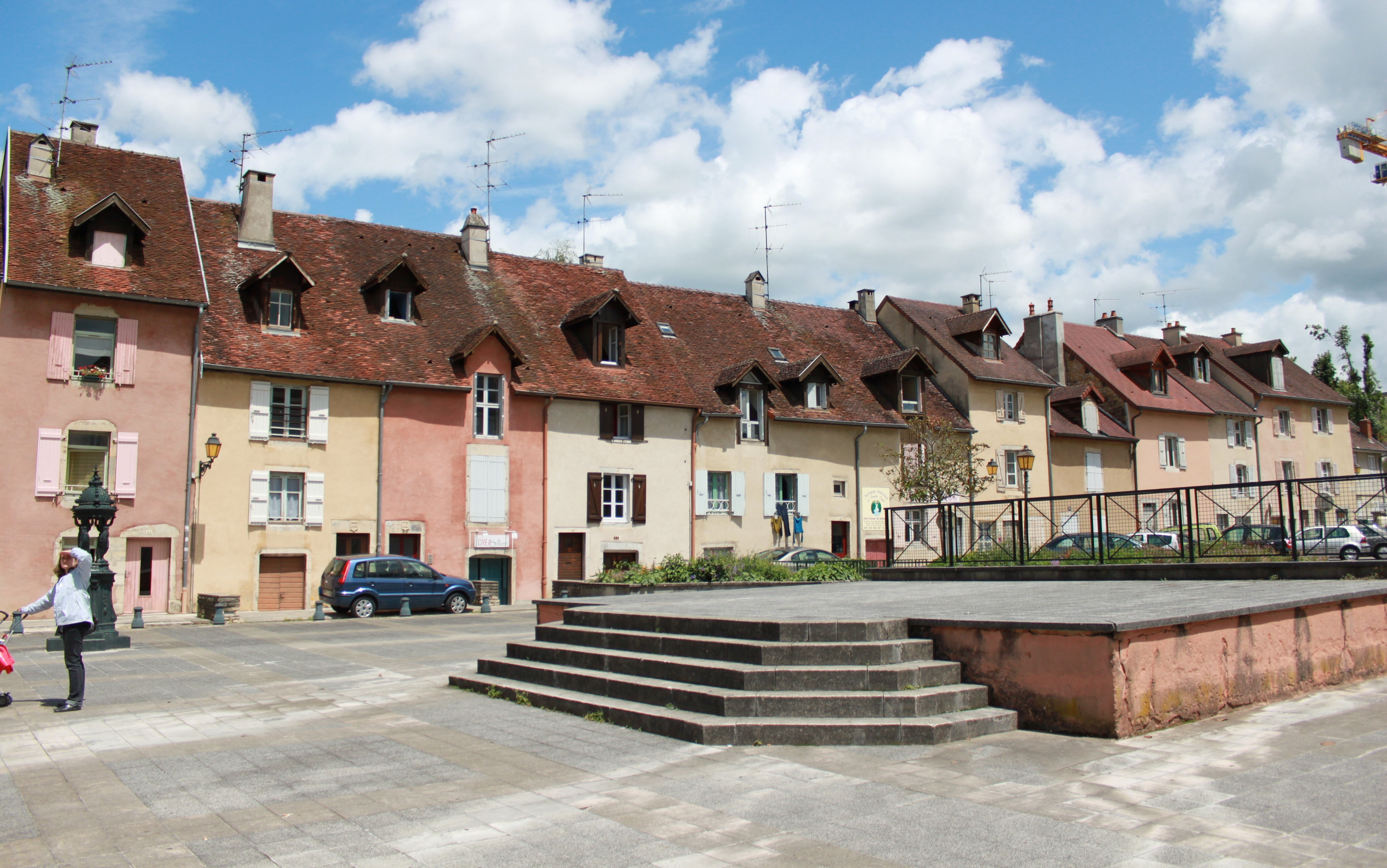
喜剧广场

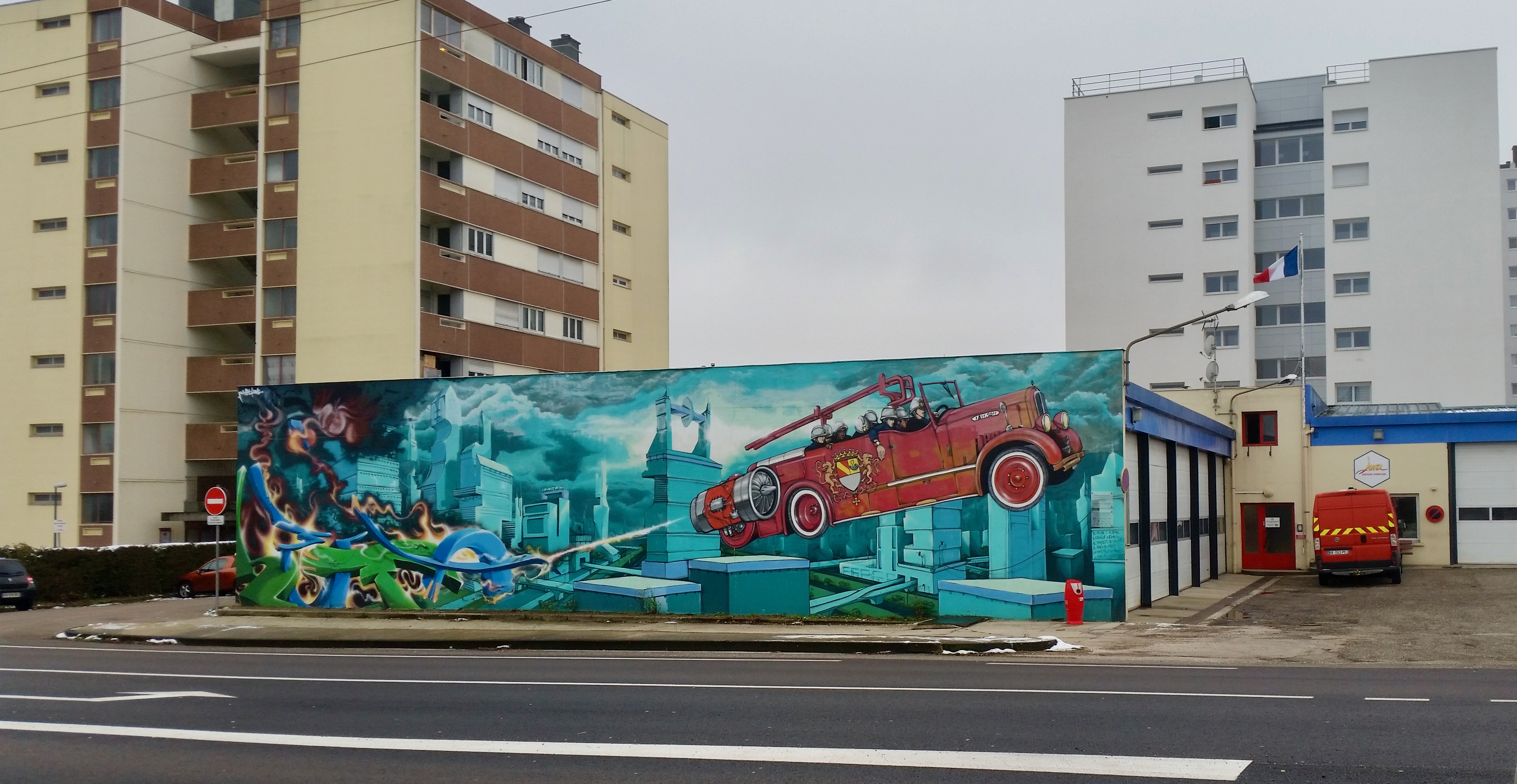
隆斯勒索涅消防队

### 教育
隆斯勒索涅属于贝桑松学区。截止2019年1月1日，隆斯勒索涅境内共有6所幼儿园、9所小学、4所初级中学、2所普通高中、1所农业高中和4所职业高中。 2018至2019学年度，隆斯勒索涅境内共有在校中等教育阶段学生3,487名。
在高等教育方面，弗朗什-孔泰大学在隆斯勒索涅设有一处师范教育学院。

### 医疗
截止2019年1月1日，隆斯勒索涅境内共有全科医生20名、保健师15名、牙医21名、护士16名、耳科医生1名、眼科医生3名、皮肤科医生0名、助产士5名、儿科医生1名和妇科医生2名。境内共有药房11家、养老院6家、残疾人帮扶中心5家。
隆斯勒索涅中心医院，全名为“南汝拉省中心医院”（Centre Hospitalier Jura Sud），是法国的一个区域性医疗机构，其主病区位于隆斯勒索涅市区，设有床位514个，是当地规模最大的公立综合性医院。

### 住房
2017年，隆斯勒索涅境内共有各类住房10,951套，其中20%为独立式居民区，79.5%为集中式居民区。常住房屋占隆斯勒索涅市镇范围内居民建筑总量的90.1%。

### 商业
2018年，隆斯勒索涅境内共有各类实体商铺600家，其中餐厅77家、大型超市5家、杂货店10家、面包房20家、肉铺8家、书店14家、装饰品店2家、银行门店20家、美容美发店45家、汽车维修店27家。市区东西两侧均建有大型开放式商业街区。

### 体育
2019年，隆斯勒索涅境内共有2家游泳池、5间体育馆、2座综合体育场、18处网球场、2处马术场、3处足球或橄榄球场、4处篮球或排球场以及0处高尔夫球场。
隆斯勒索涅体育俱乐部是当地的一支足球队，成立于1945年，2020至2021赛季参加勃艮第-弗朗什-孔泰大区足球联赛。此外隆斯勒索涅还有“大隆斯-汝拉足球队”（ASPTT Grand Lons Jura），后者参加汝拉省足球联赛。

### 环境
隆斯勒索涅的环境事务由其所属的公共社区负责。2018年，隆斯勒索涅境内共有2家污染企业。

### 治安
2018年，隆斯勒索涅市镇范围内共有1处派出所和1处宪兵队。
2014年，隆斯勒索涅及附近地区共发生各类案件1,431起，其中盗窃类案件822起，经济类案件166起，毒品交易类案件120起。

## 文化
2019年，隆斯勒索涅境内共有1家剧场、3家电影院、2家博物馆和1家音乐厅。隆斯勒索涅市政府提供多媒体中心，向公众全年开放。

### 建筑
隆斯勒索涅境内有多处法国国家文物保护单位，其中隆斯勒索涅圣代西雷教堂、隆斯勒索涅美术博物馆等为当地的代表性建筑物。

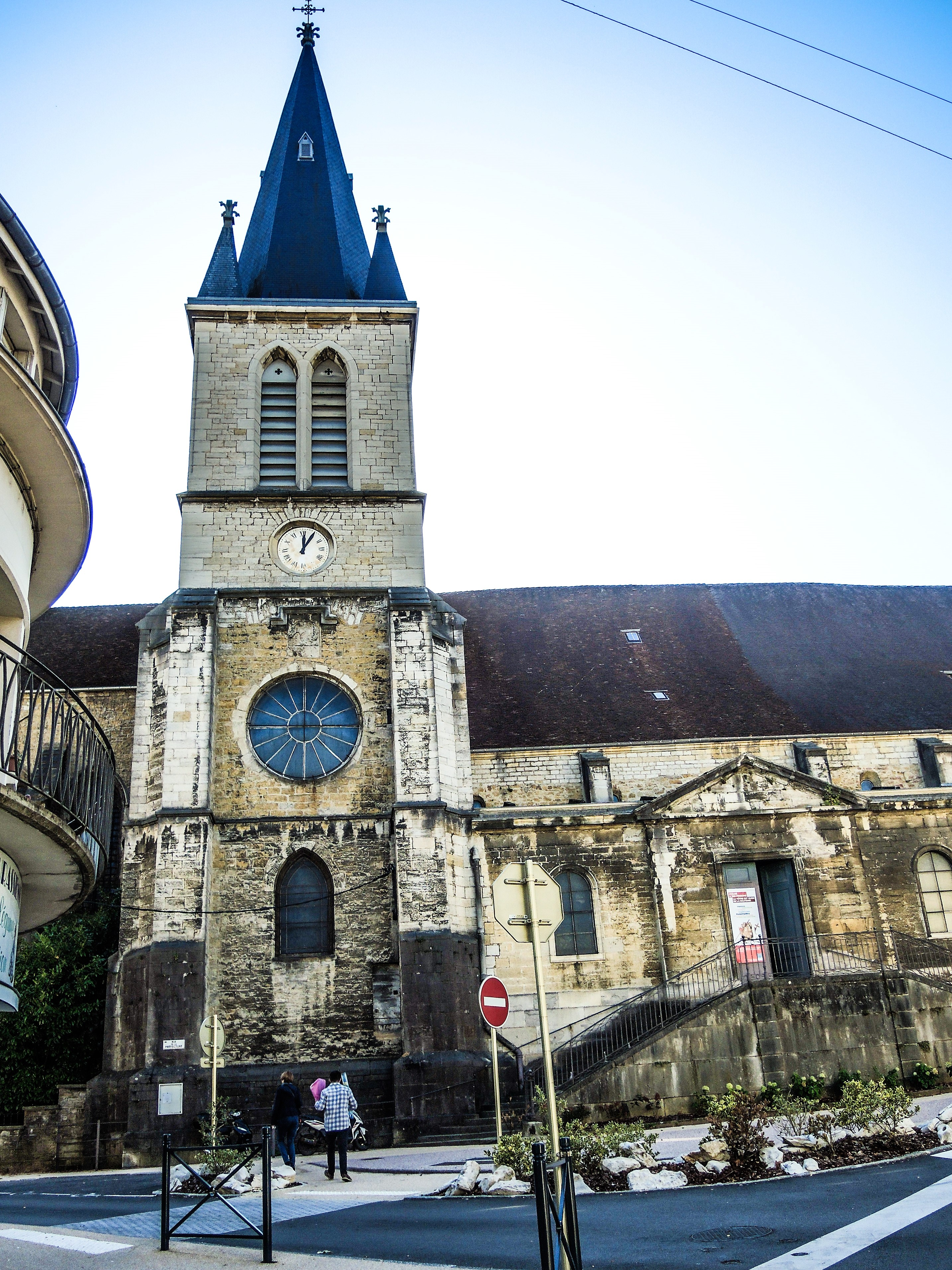
圣代西雷教堂（法语：Église Saint-Désiré de Lons-le-Saunier）
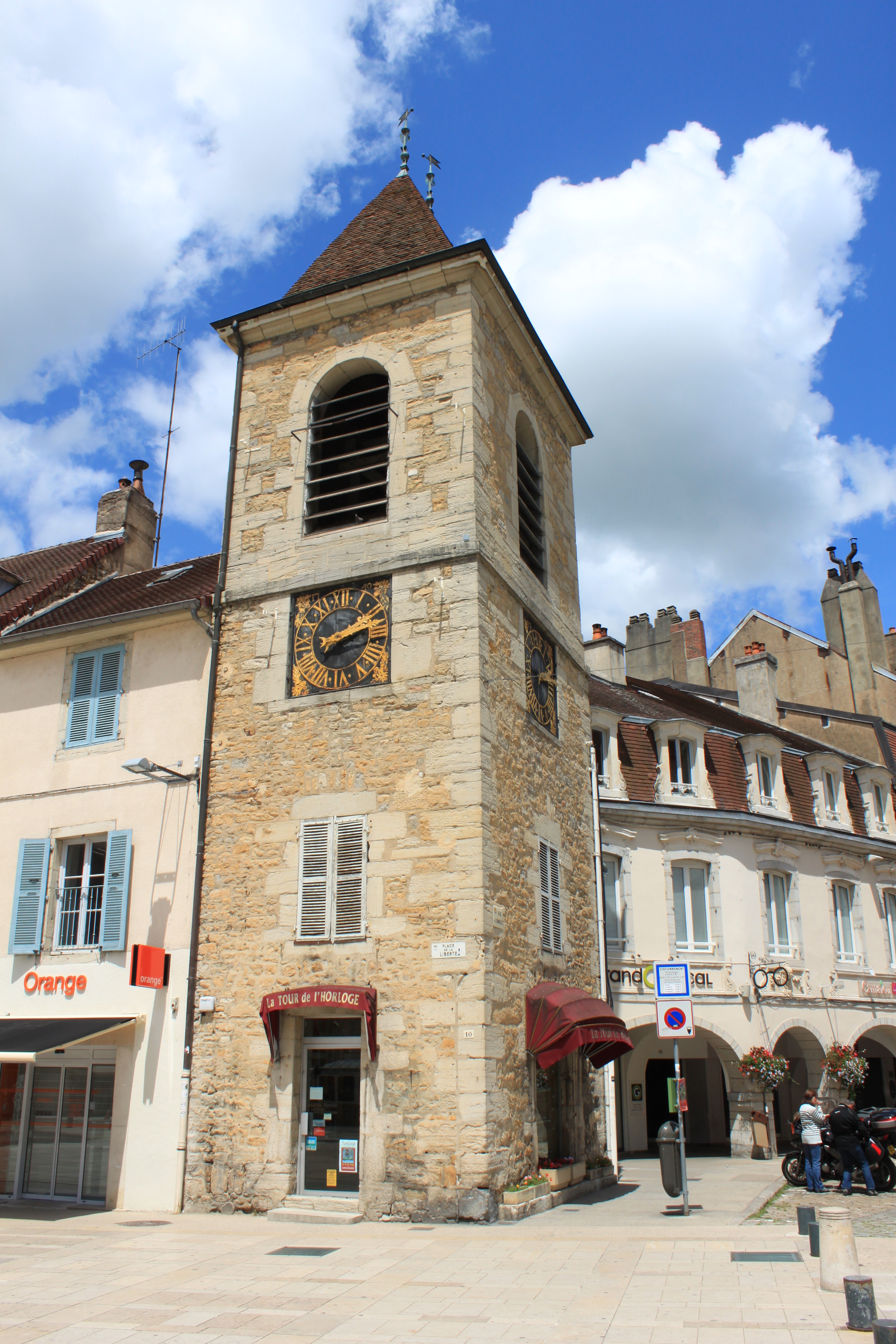
钟楼
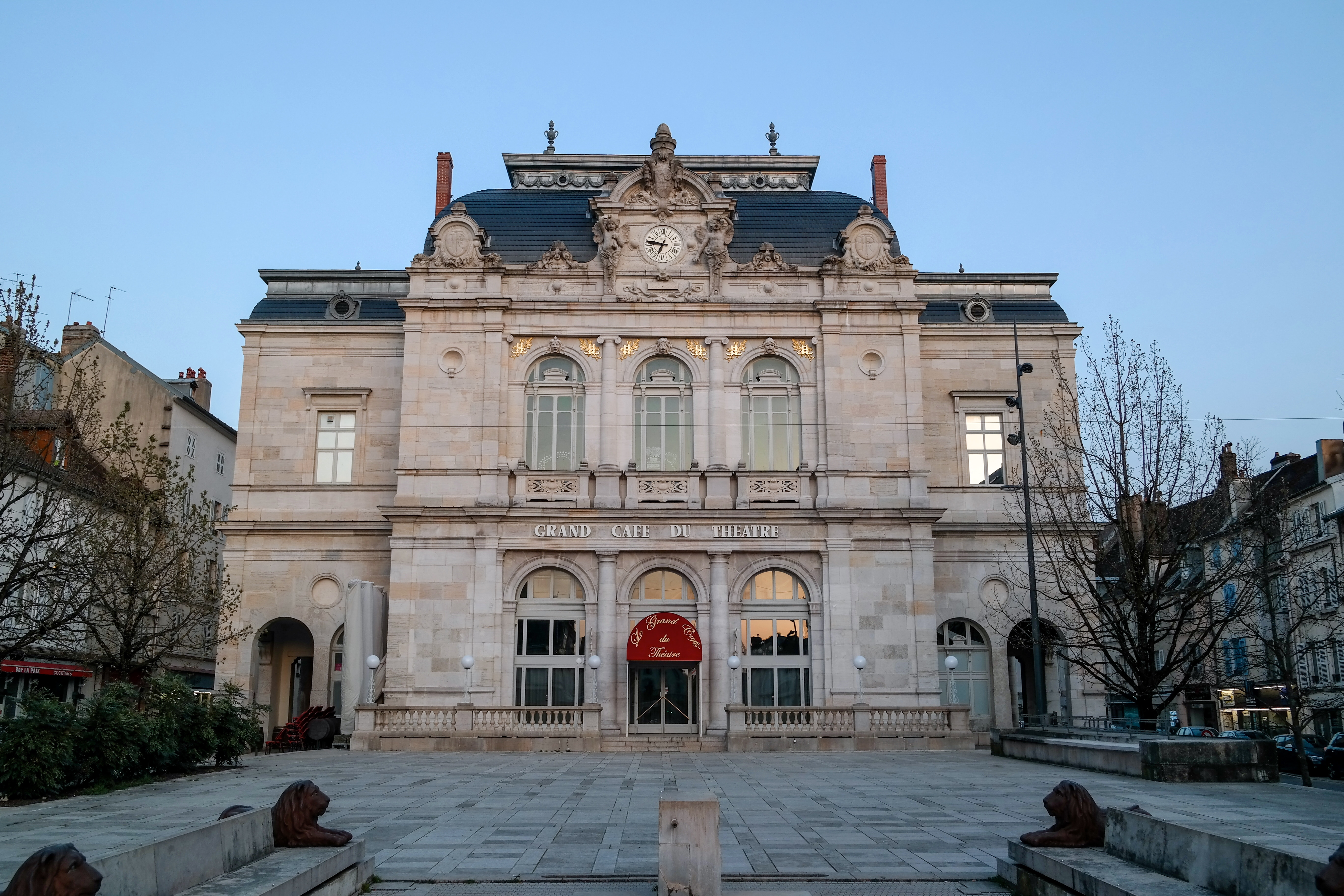
剧场
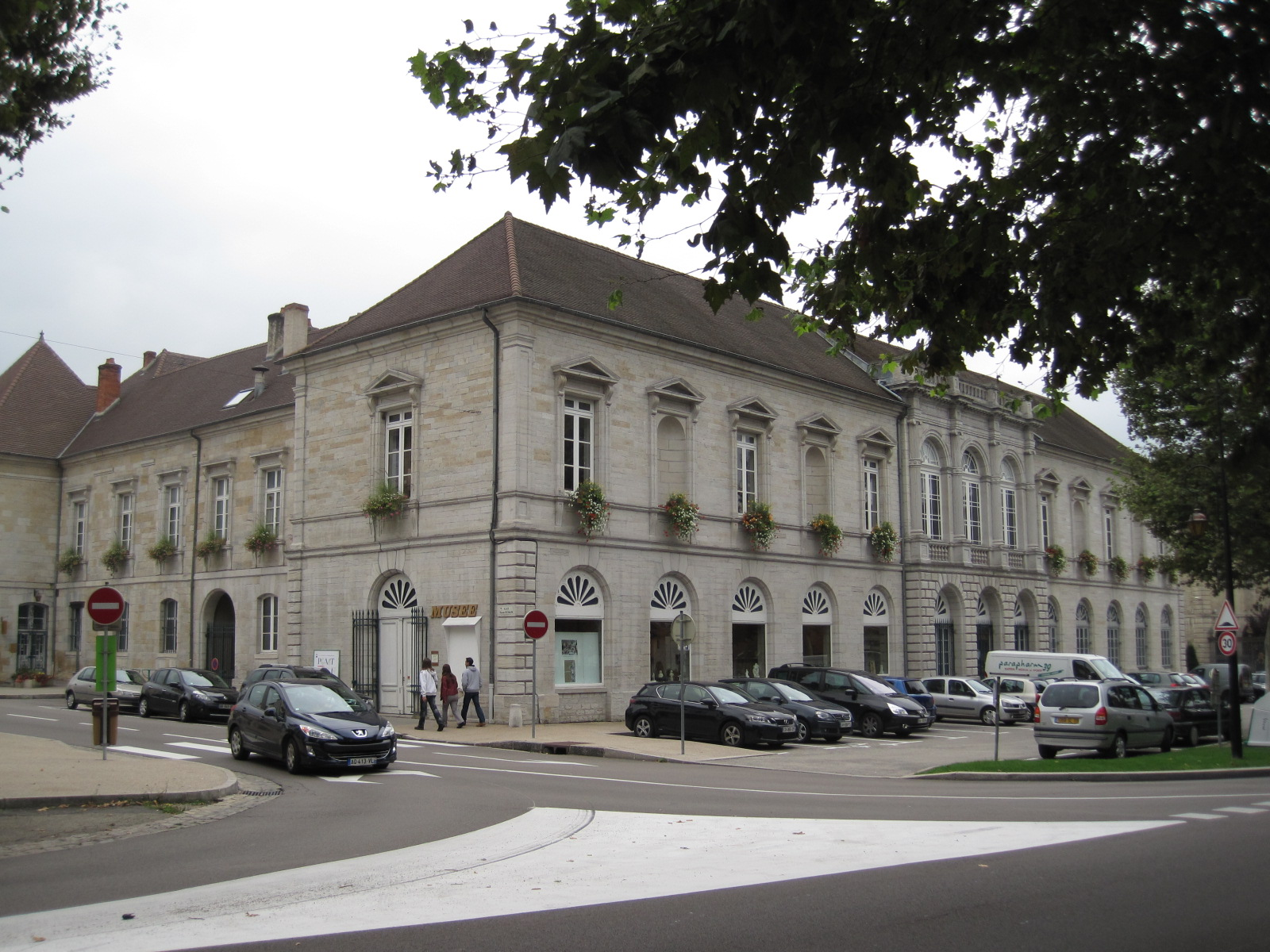
美术博物馆（法语：Musée des Beaux-Arts de Lons-le-Saunier）
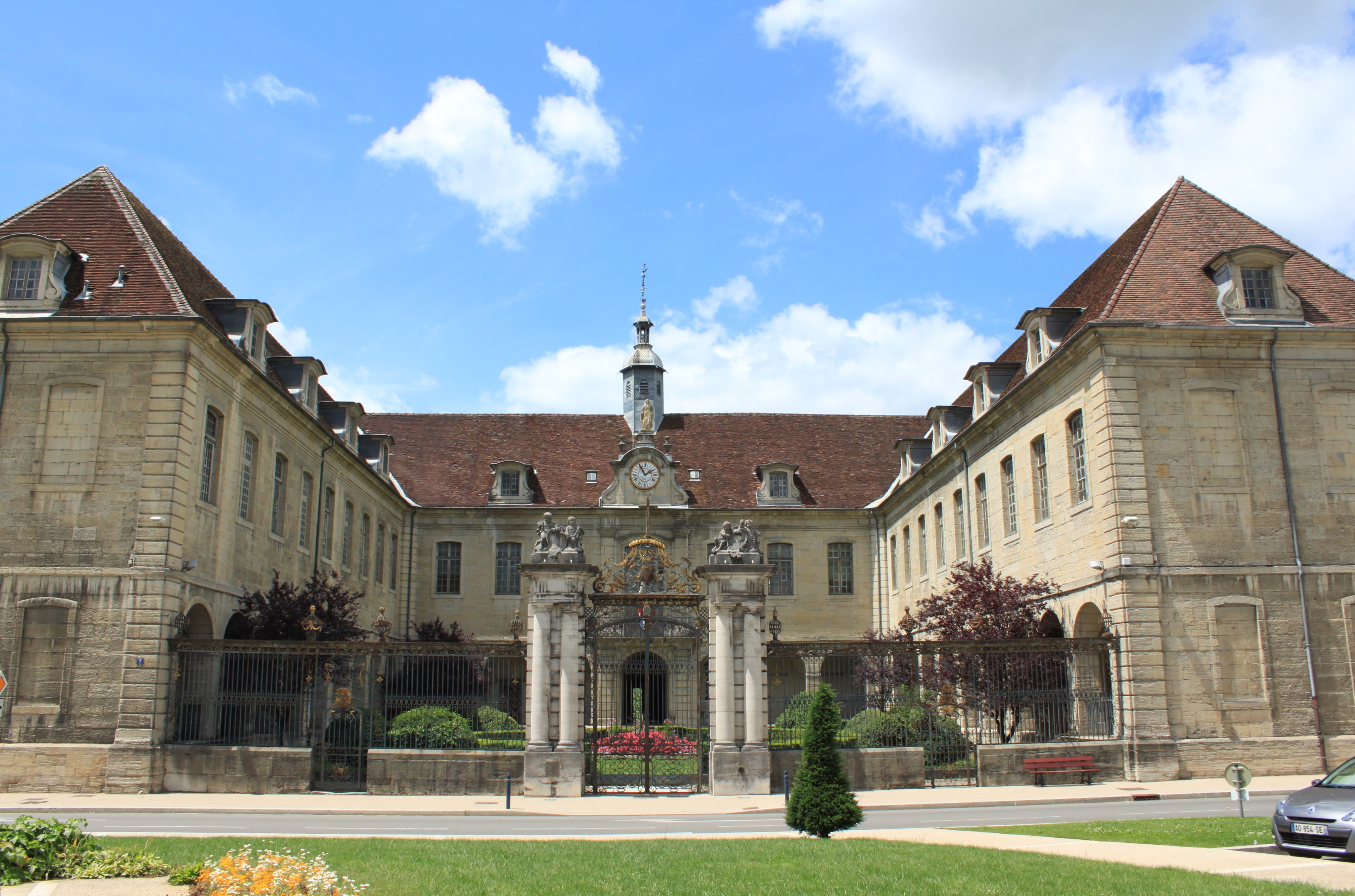
神学院
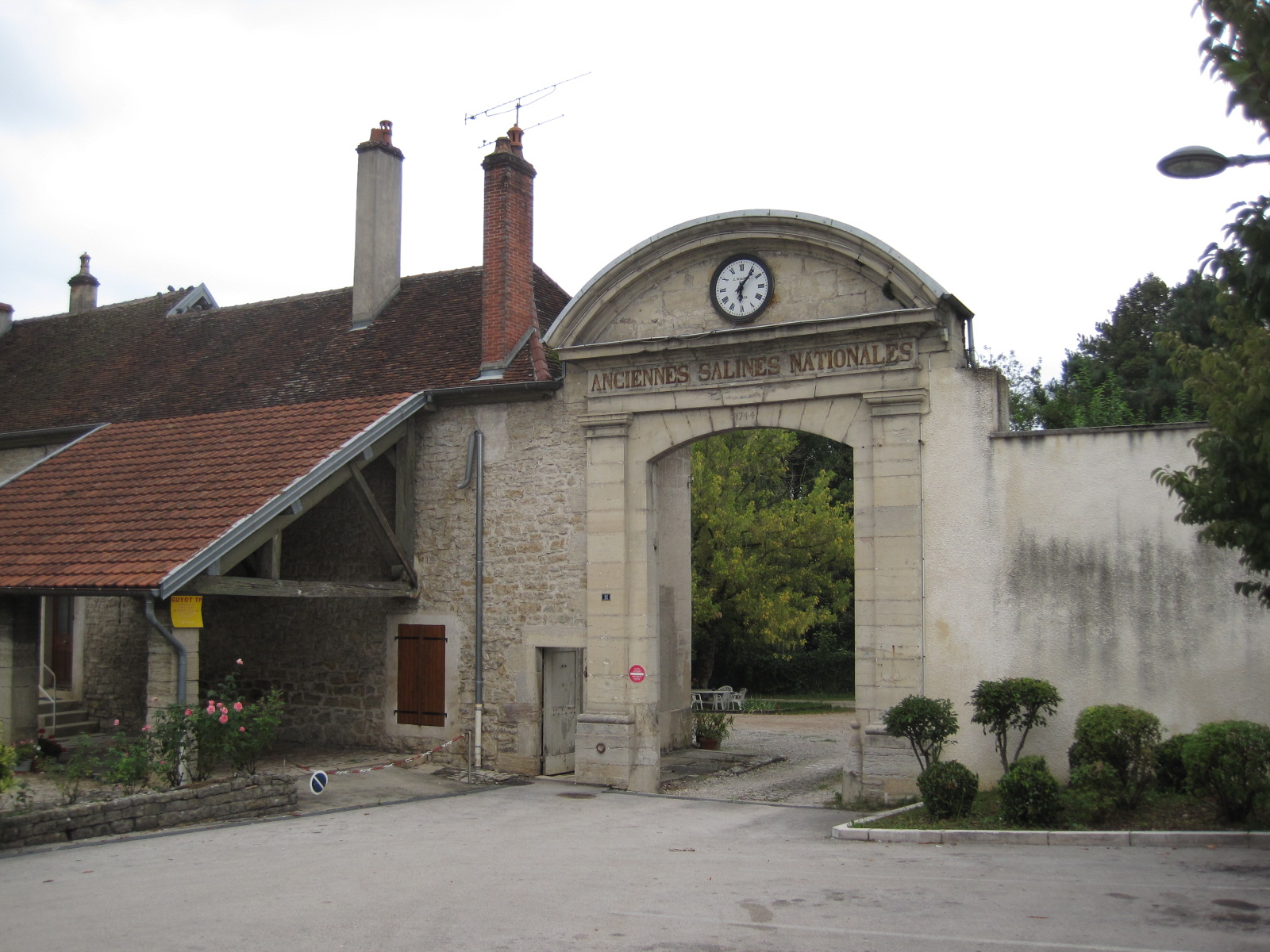
国立盐场旧址

### 旅游
隆斯勒索涅的旅游事务由其所属的公共社区负责，隆斯温泉是当地重要的旅游景点。2020年，隆斯勒索涅境内共有7家宾馆共计223间房间；另有1个露营地，可容纳共194辆露营车。

### 媒体
法国主要的媒体均可在隆斯勒索涅接收，法国电视三台下属的勃艮第-弗朗什-孔泰大区频道在部分时段播出隆斯勒索涅所属区域的地方新闻。

### 饮食
隆斯勒索涅及其所在的汝拉省因奶酪制品而闻名。“微笑的奶牛”是法国重要的奶酪品牌，其总部即位于隆斯勒索涅。此外汝拉也是一个葡萄酒产区，汝拉山岭是法国原产地名称保护产品。

## 相关人物
法国国歌《马赛曲》作者鲁日·德·李尔出生于隆斯勒索涅，其市区内有与其相关的博物馆和雕像。此外法国神经学专家米歇尔·朱维特和历史学家勒内·雷蒙亦出生于隆斯勒索涅。

## 友好城市
截至2020年12月，隆斯勒索涅共与两座城市互为友好城市关系：
- 德国 奥芬堡
- 英格兰 雷普利